# Agostino Borgato
Agostino Borgato (Venezia, 30 giugno 1871 – Hollywood, 14 marzo 1939) è stato un attore e regista italiano.

## Biografia
Lavorò sia in Italia che negli Stati Uniti, in qualità sia di attore che di regista. Viene ricordato come uno dei primissimi doppiatori della storia, avendo doppiato il film Tu che mi accusi (1930) di Victor Fleming.

## Filmografia

### Attore
- Monaca per forza (1910)
- L'ultimo cavaliere, regia di Alberto Traversa (1915)
- Estremo convegno, regia di Mario Voller-Buzzi (1915)
- Buon sangue non mente, regia di Gero Zambuto (1916)
- Il vetturale del Moncenisio, regia di Leopoldo Carlucci (1916)
- La peccatrice, regia di Roberto Roberti (1916)
- Uragano, regia di Riccardo Tolentino (1918)
- Il ponte dei Sospiri, regia di Domenico Gaido (1921)
- Il figlio, regia di Agostino Borgato (1921)
- Il trionfo di Ercole, regia di Francesco Bertolini (1922)
- Dalle cinque giornate alla breccia di Porta Pia, regia di Silvio Laurenti Rosa (1923)
- Italia, paese di briganti?, regia di Toddi (1923)
- The Street of Forgotten Men, regia di Herbert Brenon (1925)
- Aquila nera (The Eagle), regia di Clarence Brown (1925)
- La Bohème, regia di King Vidor (1926)
- Kiki, regia di Clarence Brown (1926)
- The Love Thief, regia di John McDermott (1926)
- Il padiglione delle meraviglie (The Show), regia di Tod Browning (1927)
- The Night of Love, regia di George Fitzmaurice (1927)
- Un bacio in taxi (A Kiss in a Taxi), regia di Clarence G. Badger (1927)
- Fashions for Women, regia di Frank Tuttle (1927)
- Horse Shoes, regia di Clyde Bruckman (1927)
- The Magic Flame, regia di Henry King (1927)
- Hula, regia di Victor Fleming (1927)
- La vita privata di Elena di Troia (The Private Life of Helen of Troy), regia di Alexander Korda (1927)
- A Perfect Gentleman, regia di Clyde Bruckman (1928)
- Il destino (A Woman of Affairs), regia di Clarence Brown (1928)
- Peggy va alla guerra (She Goes to War), regia di Henry King (1929)
- Madame X, regia di Lionel Barrymore (1929)
- Manuelita (Romance of the Rio Grande), regia di Alfred Santell (1929)
- Fifì dimmi di sì (Hot for Paris), regia di Raoul Walsh (1929)
- Behind the Make-Up, regia di Robert Milton e Dorothy Arzner (1930)
- Come rubai mia moglie (The Girl Said No), regia di Sam Wood (1930)
- Redenzione (Redemption), regia di Fred Niblo e Lionel Barrymore (1930)
- Romanzo (Romance), regia di Clarence Brown (1930)
- Jenny Lind (A Lady's Morals), regia di Sidney Franklin (1930)
- La voluntad del muerto, regia di George Melford (1930)
- La mujer X, regia di Carlos F. Borcosque (1931)
- Il grande sentiero, regia di Raoul Walsh e Louis Loeffler (1931)
- The Maltese Falcon, regia di Roy Del Ruth (1931)
- Transgression, regia di Herbert Brenon (1931)
- La rumba dell'amore (The Cuban Love Song), regia di W. S. Van Dyke (1931)
- Il dottor Miracolo (Murders in the Rue Morgue), regia di Robert Florey (1932)
- Luana, la vergine sacra (Bird of Paradise), regia di King Vidor (1932)
- Addio alle armi (A Farewell to Arms), regia di Frank Borzage (1932)
- La falena d'argento (Christopher Strong), regia di Dorothy Arzner (1933)
- La suora bianca (The White Sister), regia di Victor Fleming (1933)
- Primavera en otoño, regia di Eugene Forde (1933)
- Melodía prohibida, regia di Frank R. Strayer (1933)
- All Men Are Enemies, regia di George Fitzmaurice (1934)
- Maria Galante (Marie Galante), regia di Henry King (1934)
- Julieta compra un hijo, regia di Louis King e Gregorio Martínez Sierra (1935)
- Follia messicana (In Caliente), regia di Lloyd Bacon (1935)
- Amore folle (The Mad Love), regia di Karl Freund (1935)
- L'allegro inganno (The Gay Deception), regia di William Wyler (1935)
- Rose Marie, regia di W. S. Van Dyke (1936)
- Till We Meet Again, regia di Robert Florey (1936)
- Un bacio al buio (One Rainy Afternoon), regia di Rowland V. Lee (1936)
- Il mio amore eri tu (Suzy), regia di George Fitzmaurice (1936)
- El Capitán Tormenta, regia di John Reinhardt (1936)
- Wives Never Know, regia di Elliott Nugent (1936)
- Ellis Island, regia di Phil Rosen (1936)
- I Lloyds di Londra (Lloyds of London), regia di Henry King (1936)
- Man of the People, regia di Edwin L. Marin (1937)
- Primavera (Maytime), regia di Robert Z. Leonard (1937)
- La figlia perduta (Internes Can't Take Money), regia di Alfred Santell (1937)
- I candelabri dello zar (The Emperor's Candlesticks), regia di George Fitzmaurice (1937)
- Love Under Fire, regia di George Marshall (1937)
- La lucciola (The Firefly), regia di Robert Z. Leonard (1937)
- La sposa vestiva di rosa (The Bride Wore Red), regia di Dorothy Arzner (1937)
- La figlia di Shanghai (Daughter of Shanghai), regia di Robert Florey (1937)
- Flight Into Nowhere, regia di Lewis D. Collins (1938)
- A Trip to Paris, regia di Malcolm St. Clair (1938)
- Noi e... la gonna (Swiss Miss), regia di John G. Blystone e Hal Roach (1938)
- D'Artagnan e i tre moschettieri (The Three Musketeers), regia di Allan Dwan (1939)
- Hotel Imperial, regia di Robert Florey (1939)

### Regista
- Supremo olocausto (1918)
- S.M. il Danaro (1919)
- Il cuore di Musette (1919)
- S.A. l'Amore (1919)
- Il figlio (1921)